# 安氏暖绵鳚
安氏暖绵鳚，為輻鰭魚綱鱸形目绵鳚亞目绵鳚科的其中一種，分布於東太平洋海脊，屬底棲性魚類，棲息深度可達2620公尺。

## 扩展阅读
維基物種上的相關：安氏暖绵鳚